# Odontogriphus omalus
Odontogriphus (do em grego:  ὀδούς  trans: odoús, 'dente' e em grego:  γρῖφος  trans: grîphos, 'enigma') é um gênero de animais de corpo mole conhecido do Cambriano médio Lagerstätte . Alcançando até 12,5 cm de comprimento, Odontogriphus é um bilateriano plano e oval que aparentemente tinha um único pé musculoso e uma "concha" nas costas que era moderadamente rígida, mas de um material inadequado para fossilização.
Originalmente, era conhecido por apenas um espécime, mas 189 novas descobertas nos anos imediatamente anteriores a 2006 possibilitaram uma descrição detalhada. (221 espécimes de Odontogriphus são conhecidos da Grande Cama de Phyllopod, onde compreendem 0,42% da comunidade.) Como resultado, Odontogriphus tornou-se proeminente no debate que ocorre desde 1990 sobre as origens evolutivas de moluscos, vermes anelídeos e braquiópodes . Acredita-se que o aparelho de alimentação ' Odontogriphus, que é "quase idêntico" ao ' Wiwaxia, seja uma versão inicial da rádula molusca, uma "língua" quitinosa que possui várias fileiras de dentes raspadores. Daí Odontogriphus e Wiwaxia são frequentemente classificados como intimamente relacionados com verdadeiros moluscos.

## Descrição
Odontogriphus era aparentemente uma espécie muito rara, respondendo por menos de 0,5% dos organismos individuais encontrados nos mesmos leitos fósseis. A maioria dos fósseis consiste em duas partes de um bloco de rocha dividido, a parte superior dando uma " moldagem " da superfície superior do animal e a parte inferior dando uma de sua parte inferior.
Odontogriphus era um animal de corpo achatado variando de 3,3 mm para 125 mm de comprimento, com lados paralelos e extremidades semicirculares. Os espécimes examinados por Caron, Scheltema et al. (2006) tiveram a mesma proporção de comprimento para largura, independentemente do tamanho. Os contornos do corpo são bilateralmente simétricos em todos os espécimes razoavelmente completos, mesmo naqueles em que as características internas foram preservadas de forma assimétrica. Caron, Scheltema et al. (2006) interpretaram isso como evidência de que os animais tinham em suas costas "conchas" que eram rígidas o suficiente para resistir a quaisquer tensões que distorcessem as características internas, mas não eram duras o suficiente para serem preservadas pela fossilização - semelhantes, por exemplo, às unhas. Rugas relativamente largas, paralelas entre si e geralmente retas, percorrem a região central do corpo em alguns espécimes.
Caron, Scheltema et al. (2006) encontraram evidências de uma boca circular na parte inferior, com duas e ocasionalmente três estruturas dentarias que interpretaram como um aparelho de alimentação e muito semelhante ao de Wiwaxia. O aparelho de alimentação ' Odontogriphus estava localizado na linha média, cerca de 15% do comprimento total do corpo da borda frontal dos fósseis. As peças bucais compreendiam duas a três fileiras, cada uma compreendendo cerca de duas dúzias de dentes carbonáceos dispostos simetricamente em torno de um dente medial, com um ou dois dentes laterais substancialmente menores que os dentes centrais. Os dentes operavam passando em torno de uma "língua" subjacente, com as fileiras de dentes se deformando ao fazê-lo. Os dentes provavelmente escavaram a lama do fundo do mar, alimentando-se de qualquer detrito dentro dela.